# Giải bóng đá hạng nhì quốc gia Cộng hòa Síp 1970–71
Giải bóng đá hạng nhì quốc gia Cộng hòa Síp 1970–71 là mùa giải thứ 16 của bóng đá hạng nhì Cộng hòa Síp. APOP Paphos FC giành danh hiệu thứ 2.

## Thể thức thi đấu
Có 12 đội tham gia Giải bóng đá hạng nhì quốc gia Cộng hòa Síp 1970–71. Tất cả các đội đều thi đấu 2 trận, một trân sân nhà và một trận sân khách. Đội nhiều điểm nhất sẽ lên ngôi vô địch. Đội đầu bảng thăng hạng Giải bóng đá hạng nhất quốc gia Cộng hòa Síp 1971–72. Đội cuối bảng xuống hạng Giải bóng đá hạng ba quốc gia Cộng hòa Síp 1971–72.

### Hệ thống điểm
Các đội bóng nhận được 2 điểm cho một trận thắng, 1 điểm cho một trận hòa và 0 điểm cho một trận thua.

## Thay đổi so với mùa giải trước
Các đội thăng hạng Giải bóng đá hạng nhất quốc gia Cộng hòa Síp 1970–71
- Digenis Akritas Morphou FC

Các đội xuống hạng Giải bóng đá hạng ba quốc gia Cộng hòa Síp 1970–71
- Achilleas Kaimakli FC
- Keravnos Strovolou FC
- Apollon Athienou
- Anagennisi Larnacas

Các đội xuống hạng từ Giải bóng đá hạng nhất quốc gia Cộng hòa Síp 1969–70
- Aris Limassol FC

Hơn nữa, Arion Lemesou hợp nhất với Apollon Limassol.

## Bảng xếp hạng
| Vị thứ | Đội                                 | St. | T. | H. | B. | BT. | BB. | BT. | Đ. | Ghi chú                                                                   |
| ------ | ----------------------------------- | --- | -- | -- | -- | --- | --- | --- | -- | ------------------------------------------------------------------------- |
| 1      | APOP Paphos FC                      | 22  | 15 | 4  | 3  | 51  | 21  | 30  | 34 | Vô địch-thăng hạng Giải bóng đá hạng nhất quốc gia Cộng hòa Síp 1971–72.  |
| 2      | Aris Limassol FC                    | 22  | 13 | 6  | 3  | 50  | 19  | 31  | 32 |                                                                           |
| 3      | AEM Morphou                         | 22  | 12 | 6  | 4  | 45  | 23  | 22  | 30 |                                                                           |
| 4      | Othellos Athienou FC                | 22  | 12 | 4  | 6  | 37  | 24  | 13  | 28 |                                                                           |
| 5      | Evagoras Paphos                     | 22  | 10 | 6  | 6  | 28  | 20  | 8   | 26 |                                                                           |
| 6      | AEK Ammochostos                     | 22  | 10 | 4  | 8  | 48  | 35  | 13  | 24 |                                                                           |
| 7      | Chalkanoras Idaliou                 | 22  | 7  | 7  | 8  | 33  | 36  | −3  | 21 |                                                                           |
| 8      | Enosis Panelliniou-Antaeus Limassol | 22  | 8  | 3  | 11 | 30  | 39  | −9  | 19 |                                                                           |
| 9      | PAEEK FC                            | 22  | 7  | 4  | 11 | 31  | 51  | −20 | 18 |                                                                           |
| 10     | Orfeas Nicosia                      | 22  | 6  | 1  | 15 | 27  | 54  | −27 | 13 |                                                                           |
| 11     | ENAD Ayiou Dometiou FC              | 22  | 4  | 3  | 15 | 26  | 50  | −24 | 11 |                                                                           |
| 12     | LALL Lysi                           | 22  | 3  | 2  | 17 | 20  | 54  | −34 | 8  | rowspan=1\|Xuống hạng Giải bóng đá hạng ba quốc gia Cộng hòa Síp 1971–72. |

Hệ thống điểm: Thắng=2 điểm, Hòa=1 điểm, Thua=0 điểm